# Ritesh Rajan
Ritesh Rajan, né le 23 octobre 1988 à White Plains (New York), est un acteur américain d'origine indienne. Il est connu pour incarner le personnage du Linus Ahluwalia dans la série Stitchers. En 2016, il double le père de Mowgli dans le film d'animation Le Livre de la Jungle.

## Filmographie

### Cinéma
- 2010 : Le Dernier Maître de l'air : Soldat de la nation du feu
- 2015 : Campus Code : Arun
- 2016 : Le Livre de la Jungle : Le père de Mowgli
- 2020 : Barbie : L'aventure de Princesse : Ken (voix)
- 2020 : Definition Please : Sonny

### Télévision
- 2010 : New York, police judiciaire : Mustafa
- 2011 : A Gifted Man : Samir Patel
- 2011 : La Force du destin : Guy
- 2012 : Baby Daddy : Joueur de Softball
- 2015–2017 : Stitchers : Linus Ahluwalia (31 épisodes)
- 2016 : Single by 30 : Carl (2 épisodes)
- 2017 : Star Wars Rebels : Tristan Wren (4 épisodes, voix)
- 2017 : Young & Hungry : Vinny
- 2018-2020 : Barbie Dreamhouse Adventures : Ken / Trey Reardon / Spy Man (voix, 39 épisodes)
- 2018 : NCIS: Los Angeles : Prince héritier adjoint Kamal
- 2018 : Esprits Criminels : Dr Anit Choudhury
- 2019 : Poupée Russe : Ferran (5 épisodes)
- 2019 : Dollface : Thomas
- 2020 : #twentyfiveish : (5 épisodes)
- 2021 : Barbie : grande ville, grands rêves (téléfilm) : Ken / un étudiant (voix)
- 2021 : Mira, détective royale : le jardinier / Dinesh